# Pelou
Pelou is een gemeente (commune) in de regio Mopti in Mali. De gemeente telt 4300 inwoners (2009).